# Zonitis bellieri
Zonitis bellieri là một loài bọ cánh cứng trong họ Meloidae. Loài này được Reiche miêu tả khoa học năm 1860.